# Colisão de trem em Qalyoub
A colisão de trem em Qalyoub refere-se ao desastre ocorrido em uma junção convergente na cidade de Qalyoub, ao norte do Cairo, no Egito, em 21 de agosto de 2006, quando dois trens colidiram durante o horário de pico matinal. Cinquenta e oito pessoas morreram e mais de cento e quarenta ficaram feridas.

## Visão geral
No início da manhã de 21 de agosto de 2006, um trem de passageiros de Almançora ultrapassou o sinal vermelho e colidiu em um trem estacionado que vinha de Banha. Durante o acidente, quatro vagões de passageiros descarrilaram e pegaram fogo, resultando na interdição da linha da região do Delta do Nilo. Uma testemunha disse à agência de notícias Reuters como as demais pessoas tentaram avisar o motorista do trem parado da aproximação do outro trem:
"Nós continuamos dizendo 'Motorista, motorista, um trem está chegando', então o motorista se moveu ... e enquanto ele estava se movendo, os dois trens tiveram um impacto".
Pouco tempo depois do acidente, os voluntários locais do Crescente Vermelho Egípcio ofereceram os primeiros socorros. Posteriormente, o trem que causou a colisão foi estimado com mais de oitenta km/h de viagem. O motorista do serviço de Almançora estava entre as vítimas fatais.

## Consequências
Na sequência do acidente, a diretora dos Comboios Nacionais do Egito, Hanafi Abdel Qawi, foi demitida e catorze responsáveis ferroviários foram mais tarde acusados de negligência grave e presos. O gabinete do promotor disse que os funcionários ignoraram a reparação de alguns equipamentos técnicos que controlam os sinais dos trens.
Segundo o periódico International Harold Tribune, o país possuí um histórico de segurança ruim em suas ferrovias, acumulando vários acidentes fatais a cada ano, geralmente atribuídos a equipamentos inadequadamente mantidos.